# حفص ابن أخي أنس بن مالك
حفص ابن أخي أنس بن مالك، أبو عمر المدني، مُحدث من التابعين، هو ابن أخي أنس بن مالك لأمه لا لأبيه، واختُلف في اسمه، فقيل: إنه حفص بن عبد الله بن أبي طلحة، وقيل: حفص بن عبيد الله بن أبي طلحة، وقيل: حفص بن عمر بن عبيد الله بن أبي طلحة، وقيل: حفص بن محمد بن عبد الله بن أبي طلحة. روى له محمد بن إسماعيل البخاري في الأدب المفرد، وأبو داود في سنن أبي داود، والنسائي في سنن النسائي. وروى له أحمد بن حنبل في مسنده عدة أحاديث.

## روايته للحديث النبوي
- روى عن: أنس بن مالك.
- روى عنه: خلف بن خليفة، وعكرمة بن عمار وأبو معشر المدني وعامر بن يساف.[2][3]
- الجرح والتعديل: قال أبو حاتم الرازي: «صالح الحديث»، وقال أيضًا: «لا أعلم أحدًا روى عنه غير خلف بن خليفة»،[1] وقال الدارقطني: «ثقة»، وذكره ابن حبان في كتاب الثقات.[2] وقد توهم ابن حزم أنه ابن أخي أنس لأبيه، وأنكره لذلك قائلًا: «لا يعرف لأنس ابن أخ اسمه حفص، ولا أخ لأنس إلا البراء بن مالك من أبيه.».[1]